# 크라이슬러 TV-8
크라이슬러 TV-8(Chrysler TV-8)은 1950년대 크라이슬러 (기업)가 전차 설계 프로젝트로 제작한 것이다. 이 전차는 지상전과 수륙전이 가능한 중형전차로 설계되었다. 이 디자인은 생산되지 않았다.

## 설명
TV-8은 아스트론(Astron) "X-weapon" 프로젝트 이후 크라이슬러의 제안으로 제시되었다. 독창적인 탱크 설계를 사용하여 제안된 탱크는 항공 운송을 위해 분리할 수 있는 경량 섀시 위에 장착된 꼬투리 모양의 포탑 내에 전체 승무원, 엔진 및 탄약 저장고를 배치했다. 전차의 총 중량은 대략 25톤이었고, 포탑의 무게는 15톤, 섀시의 무게는 10톤이었다.
검토 결과, TV-8 설계는 추가 개발을 보장할 만큼 기존 탱크 설계에 비해 상당한 이점이 없다는 결론이 내려졌고, 1956년 4월 23일 TV-8과 3개의 ASTRON 제안이 사실상 종료되었다.

## 이동성
크라이슬러 TV-8의 1단계 설계에는 총 300마력을 자랑하는 크라이슬러 V-8 엔진이 후방 포탑 내에 위치한 발전기와 연결되어 있었다. 발전기는 선체 전면에 있는 두 개의 전기 모터에 전력을 공급했으며, 각 모터는 두 개의 28인치 폭 트랙 중 하나를 구동했다. 수중 추진은 포탑 후면 하단에 설치된 워터제트 펌프를 통해 이루어졌다.
나중에 고려된 탱크에 동력을 공급하는 다른 방법으로는 가스 터빈 엔진 구동, 탄화수소 연료를 사용하는 증기 사이클 발전소, 핵분열 동력 증기 사이클 발전소 등이 있다.

## 장치
탱크는 포탑에 유압식 장전 장치가 장착된 90mm T208 활강포로 무장했으며 탄약은 승무원과 분리된 강철 격벽 뒤의 후방 포탑에 보관되었다. 동축 .30구경 기관총 2개와 포탑 상단에 원격 조종되는 .50구경 기관총 1개도 포함되었다.

## 보호
중무장된 내부 포탑은 포탑에 꼬투리 모양의 외관을 제공하는 가벼운 외부 포탄으로 둘러싸여 있다. 이 외부 쉘은 방수 처리되어 차량이 부유할 수 있을 만큼 충분한 변위를 생성했다. 외부 포탑 포탄은 성형된 돌격탄을 폭파하기에 충분한 두께였으며 내부 포탑을 보호하는 데 도움이 되는 간격 장갑 역할을 했다.
전술적 핵폭발의 섬광으로부터 승무원을 보호하고 시야를 개선하기 위한 조치로 폐쇄 회로 텔레비전이 구현되었다. 크라이슬러 V8 엔진으로 구동되는 1단계 차량의 연료 탱크는 포탑의 승무원과 분리된 차체에 위치했다.